# Geografía de Estocolmo

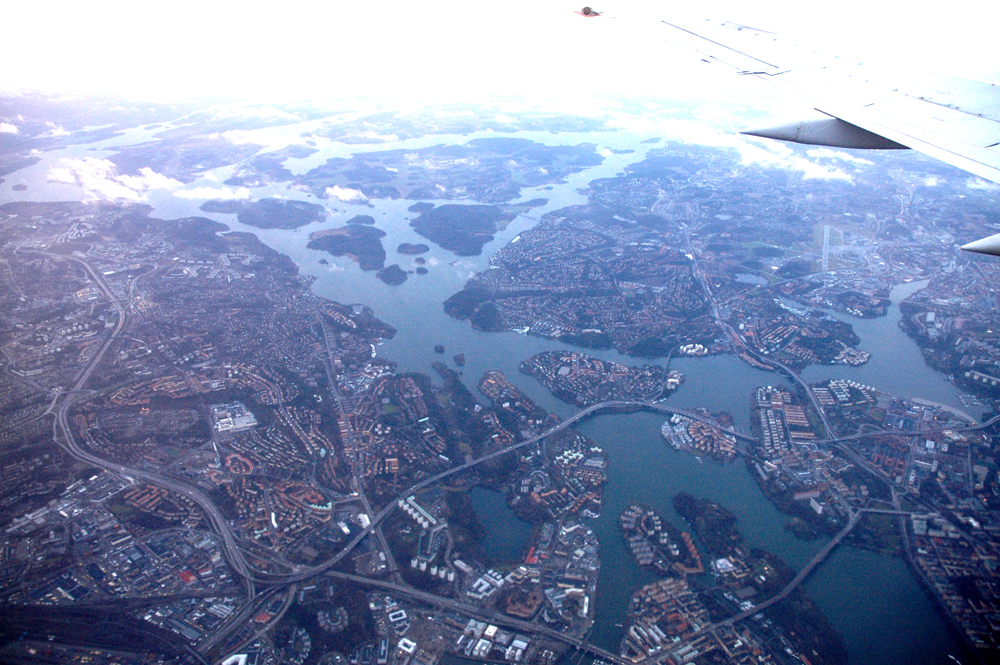
Vista aérea de enero de 2007 del oeste de Estocolmo y del lago Mälaren.

La ciudad de Estocolmo está situada en catorce islas y en las orillas del archipiélago donde el lago Mälaren se encuentra con el mar Báltico. El centro de la ciudad está prácticamente situado en el agua.
El área de Estocolmo es uno de los varios lugares de Suecia situados en un terreno de valle de fractura. En estos paisajes, la erosión a lo largo de las diaclasas ha convertido las superficies superiores planas en mesetas bajas. En el caso de Estocolmo, las superficies planas son restos de la penillanura del período Subcámbrico.

## Islas e islotes
| 1. Beckholmen 2. Djurgården 3. Helgeandsholmen - Ubicación del Edificio Riksdag. 4. Kastellholmen 5. Kungsholmen 6. Lilla Essingen (el Essing pequeño) 7. Långholmen 8. Reimersholme 9. Riddarholmen 10. Skeppsholmen 11. Stadsholmen - Virtualmente sinónimo con Gamla stan 12. Stora Essingen ( el Essing Grande ) 13. Strömsborg 14. Södermalm | Islotes e islas históricos: 1. Barkarholmen (También llamado Klosterholmen ("El Islote de Abadía"), hoy parte de Helgeandsholmen) 2. Blasieholmen (También conocido como Käpplingen, transformado en una península durante el siglo XVIII) 3. Blekholmen ("El Islote Pálido", por rellenos de tierra que formaron parte de Norrmalm durante el siglo XVIII) 4. Kyrkholmen ("El islote de la Iglesia", hoy parte de Helgeandsholmen y parte de Blasieholmen) 5. Lilla Estocolmo ("Pequeño Estocolmo ", también conocido como Bryggeriholmen ("El Islote de Cervecería") y Slaktarholmen ("El Islote Butcher "), hoy parte de Helgeandsholmen) |

## Lagos y cauces
| Cauce                                    | Valor - (μg/g)                |
| Plomo - sedimentos superiores            | Plomo - sedimentos superiores |
| ---------------------------------------- | ----------------------------- |
| Beckholmen - Djurgården                  | 5,700                         |
| Riddarfjärden                            | 940                           |
| Liljeholmsviken                          | 610                           |
| Plomo - sedimentos profundos             |                               |
| Liljeholmsviken - Reimersholme           | 3,400                         |
| Bällstaån - Bällstaviken                 | 1,900                         |
| Riddarfjärden - Del sur de Långholmen    | 1,700                         |
| Cadmio - sedimentos superiores           |                               |
| Brunnsviken - Bergianska trädgården      | 15                            |
| Saltsjön - Beckholmen                    | 10                            |
| Brunnsviken - Haga Södra                 | 8,6                           |
| Cadmio - sedimentos profundos            |                               |
| Sicklasjön                               | 110                           |
| Brunnsviken - Parte del sur              | 50                            |
| Brunnsviken - Parte del norte            | 37                            |
| Cobre - sedimentos superiores            |                               |
| Bällstaviken - Ulvsundasjön              | 4,590                         |
| Saltsjön - Del sur de Djurgården         | 1,400                         |
| Råcksta träsk                            | 1,200                         |
| Cobre - sedimentos profundos             |                               |
| Bällstaån, toma de agua                  | 17,000                        |
| Lago Mälaren, al norte de Stora Essingen | 11,000                        |
| Mercurio - sedimentos superiores         |                               |
| Saltsjön - Beckholmen                    | 38                            |
| Liljeholmsviken                          | 22                            |
| Saltsjön - Beckholmssundet               | 14                            |
| Mercurio - sedimentos profundos          |                               |
| Bällstanån - toma de agua                | 100                           |
| Liljeholmsviken                          | 28                            |
| Klara sjö                                | 17                            |

El acceso al agua dulce es excelente en Estocolmo hoy en día, en contraste con el estado de cosas que históricamente ha sido horrible, cuando los lagos y los cursos de agua se utilizaban como vertederos y letrinas, causando el cólera epidémico y muchas otras enfermedades. En la década de 1860 las cosas cambiaron, ya que el agua que se recuperaba de Årstaviken, las aguas al sur de Södermalm, se trataron en la primera planta purificadora de agua en Skanstull y desde allí se distribuía a través de tuberías
En los tiempos modernos, la ciudad obtiene su agua del lago Mälaren purificada por plantas en Norsborg y Lovön, que producen 350.000 m³ por día, lo que significa que los habitantes de Estocolmo consumen un promedio de 200 litros por día. El agua usada se purifica en tres plantas en Bromma, Henriksdal y Loudden, filtrando juntas aproximadamente 400,000 m³ de aguas residuales por día de los diversos contaminantes, incluido el nitrógeno y el fósforo, antes de descargarla en el Mar Báltico.
Los niveles de varios contaminantes en los lagos en las partes centrales de la ciudad, especialmente en el lado occidental, están muy por encima del promedio, incluidas sustancias como el cadmio, el cobre, el mercurio y el plomo. El uso decreciente de varias de estas sustancias ha reducido estos niveles en los sedimentos superiores de los lagos.
El área de Estocolmo solía contener muchos más lagos y cursos de agua que en la actualidad, en gran parte debido al ajuste postglacial, pero también a causa de las extracciones de agua de los lagos por los asentamientos. Los lagos históricos, como Fatburssjön en Södermalm y Träsket en Norrmalm estaban sucios, apestaban y se asociaban con la alta mortalidad en Estocolmo hasta finales del siglo XIX. Otros lagos históricos, como Packartorgsviken y su parte interior Katthavet estaban llenos de barro e igualmente apestosos. Otros lagos que todavía existen hoy en día fueron mucho más grandes, como Magelungen, Drevviken, Judarn y Råstasjön, mientras que algunas bahías de hoy en día fueron lagos: Brunnsviken y Hammarby sjö
Al igual que en muchas otras áreas urbanas, los lagos de Estocolmo están directamente afectados por el sistema de alcantarillado de la ciudad y la contaminación de los asentamientos, el tráfico y la industria. El alcantarillado a menudo reduce las áreas de captación de los lagos más pequeños al redirigir las aguas superficiales hacia el lago Mälaren o el lago Saltsjön. Mientras que las sustancias nutritivas como el fósforo y el nitrógeno se derivan principalmente de la agricultura, las áreas urbanas producen altas cantidades de metales y compuestos orgánicos. En Estocolmo, esto ocurre principalmente en las bahías centrales, como Klara sjö, Årstaviken, Ulvsundasjön, Riddarfjärden y Hammarby Sjö, pero también en las aguas rodeadas de bungalows y villas, como Långsjön en Älvsjö.
| - Västerort - Judarn - Kyrksjön - Råcksta Träsk - Lillsjön, Ulvsunda - Djurgården - Laduviken - Lillsjön, Djurgården - Uggleviken - Isbladskärret - Lappkärret - Spegeldammen - Red de agua de Neumáticosån - Magelungen - Drevviken - Flaten - Red de agua de Sicklaån - Ältasjön - Ulvsjön - Söderbysjön - Sicklasjön - Dammtorpssjön - Källtorpssjön - Järlasjön - Otros - Långsjön - Trekanten - Uggleviken - Igelbäcken - Sätraån - Bällstaån/Spångaån - Magelungsdiket - Kräppladiket - Forsån | - Lago Mälaren - Ulvsundasjön-Bällstaviken - Karlbergssjön-Klara Sjö - Årstaviken - Riddarfjärden - Långholmskanalen - Pålsundet - Ulvsundasjön - Söderström - Riddarholmskanalen - Klara sjö - Barnhusviken - Klarabergssjön - Karlbergskanalen - Tranebergssund - Vårbyfjärden - Lago Saltsjön - Lilla Värtan - Djurgårdsbrunnskanalen - Djurgårdsbrunnsviken - Ladugårdslandsviken - Nybroviken - Norrström - Brunnsviken - Husarviken - Hammarby Sjö - Liljeholmsviken - Årstaviken - Danvikskanalen - Waldemarsviken - Beckholmssundet |

## Puentes y viaductos

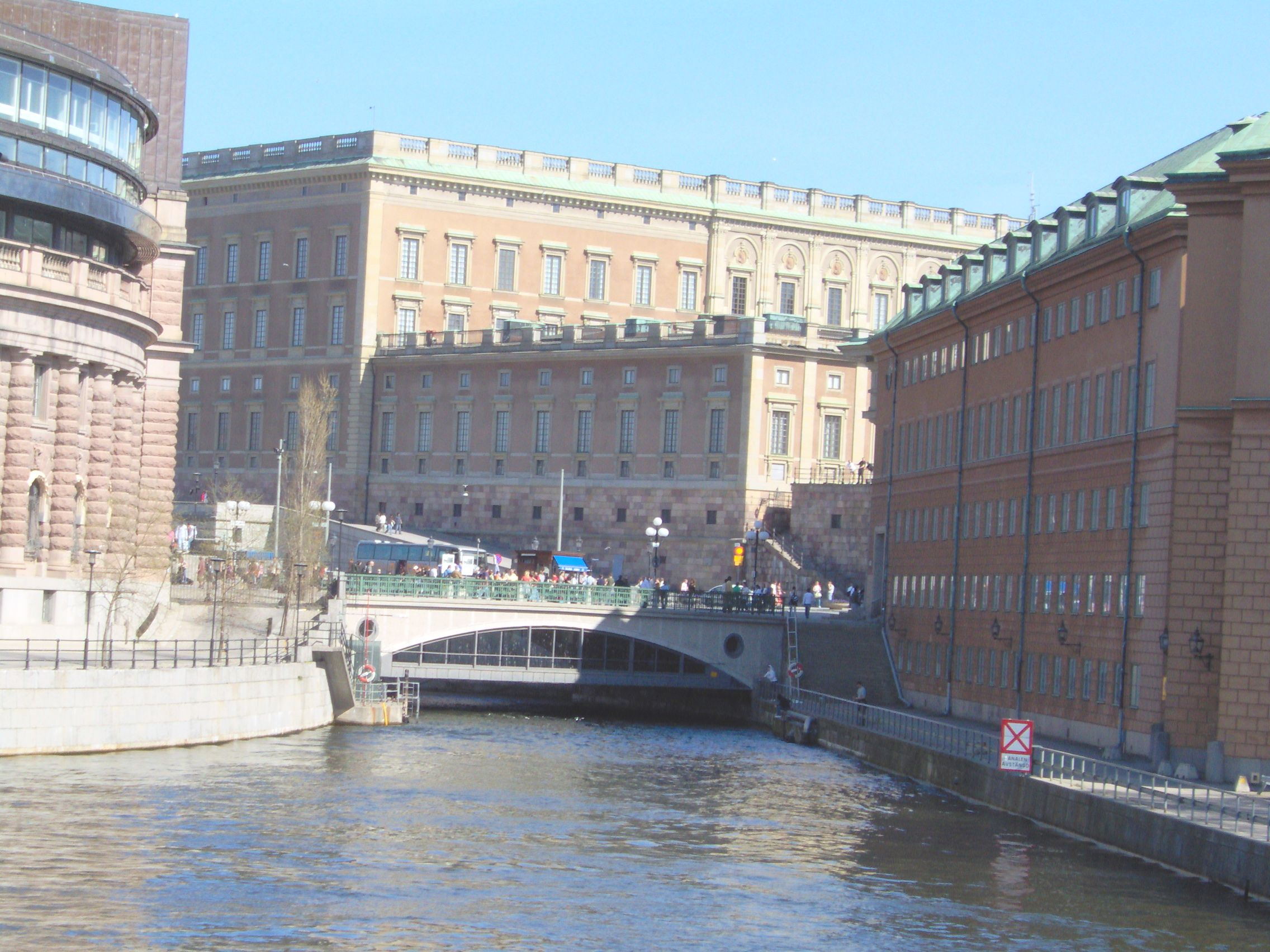
Stallbron se localiza donde estuvo el primer puente en Estocolmo

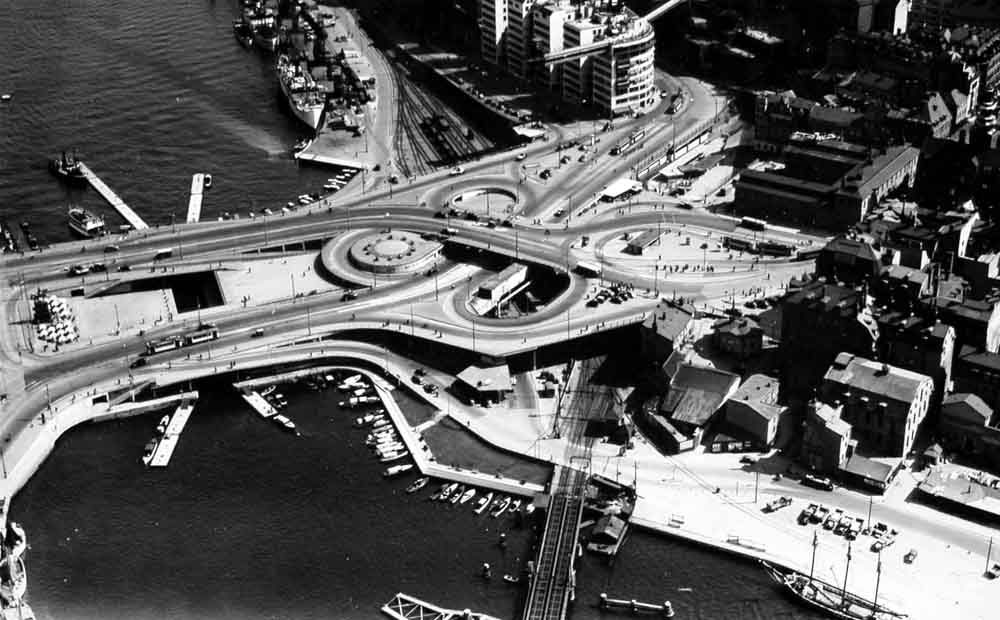
La rotonda de hoja de trébol en Slussen en 1935.

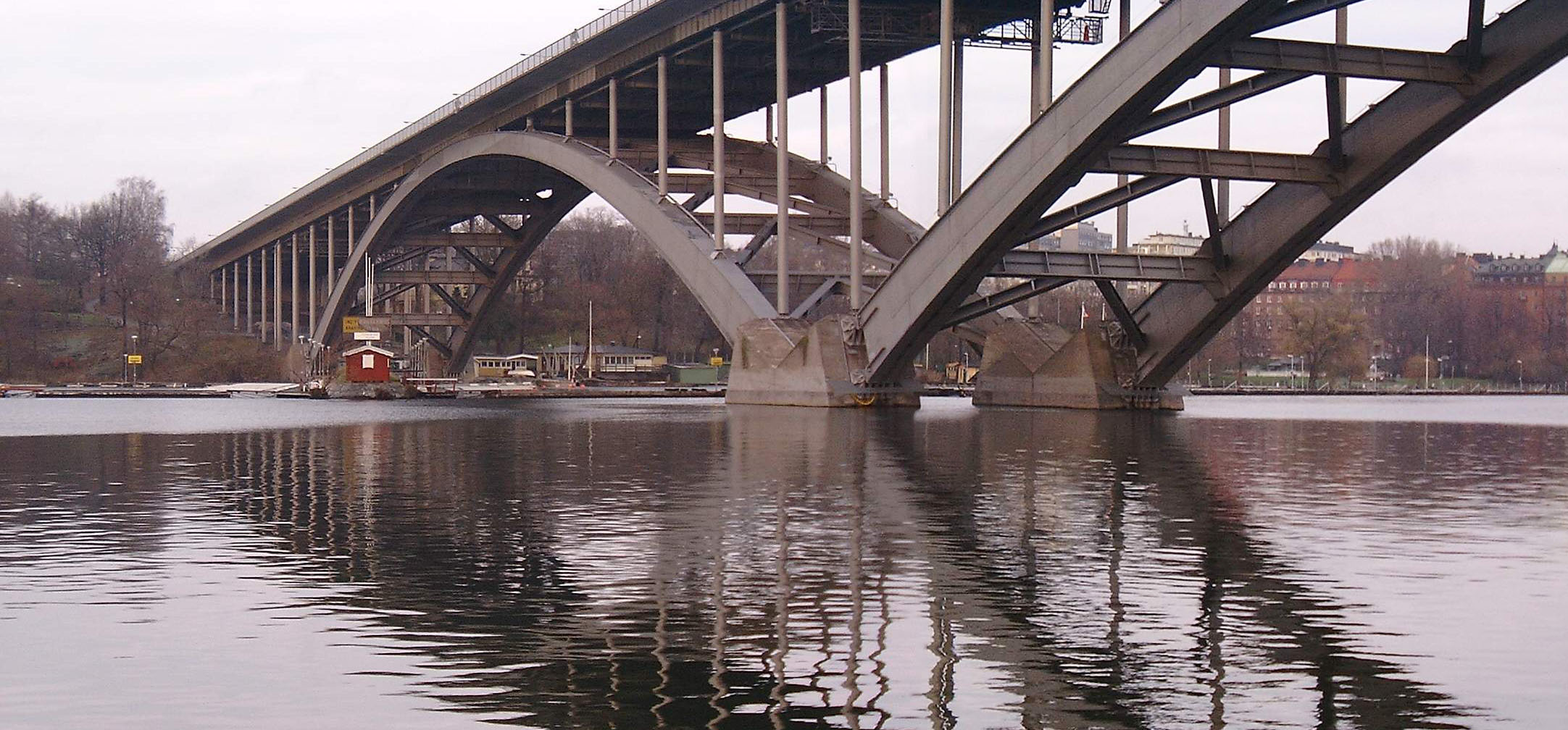
Västerbron llegando a Kungsholmen

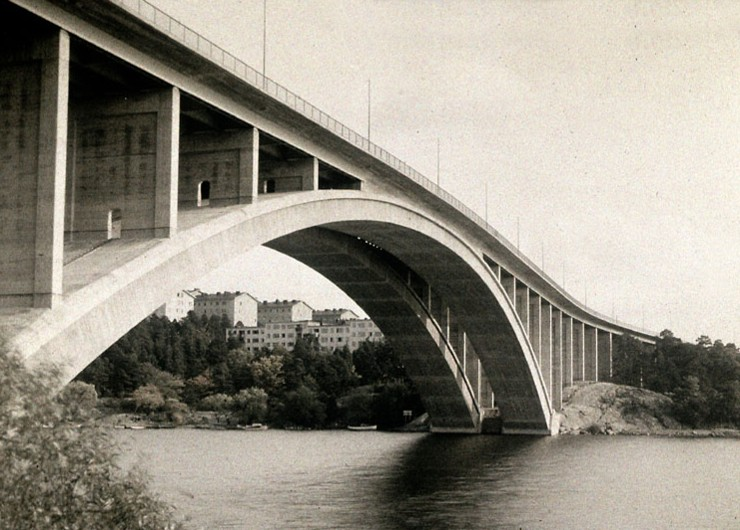
Tranebergsbron En 1937

El nombre histórico de la Ciudad Vieja de Estocolmo fue "La ciudad entre los puentes" (Staden Mellan Broarna), un nombre que todavía se usa para toda la ciudad que se extiende sobre numerosas islas, islotes y colinas. A lo largo de los siglos, la ciudad ha visto como muchos puentes se han ido relevando unos a otros.
En un código urbano con fecha de 1350, el Rey Magnus IV (1316-1377) ordenó construir los puentes que se elevarían sobre el Norrström y el Söderström para que fuesen realizados y mantenidos por la ciudad de Estocolmo junto con otras seis ciudades que rodeaban el lago Mälaren, ya que eran el único paso terrestre entre las provincias de Uppland y Södermanland, al norte y al sur de la ciudad respectivamente. Aparentemente, según el rey, la ciudad, cien años después de su fundación, aún no podía mantener sus propios puentes.
Aun así, estos primeros puentes no fueron en ningún sentido técnicamente complicados o físicamente impresionantes, sino más bien simples puentes de madera, ya fuesen puentes flotantes o puentes de vigas que descansan sobre postes o pozos de cimentación, en cualquier caso con tramos de no más de unos pocos metros. El ancho probablemente correspondía a las directivas de los caminos públicos, 4,8 metros, que probablemente fue más que suficiente durante muchos siglos. Los puentes largos y estrechos se demolían fácilmente en caso de asedio, lo que además de los puentes levadizos, también necesarios para el paso de barcos, era una estrategia defensiva importante. Como cuentan los relatos de la ciudad, las inundaciones de primavera y los derrumbes de hielo causaron la frecuente destrucción de los puentes.
A mediados del siglo XVII, la población de la ciudad había dado lugar a asentamientos al norte y al sur de Gamla Stan, en Norrmalm y Södermalm, y el número de puentes había aumentado considerablemente, si no sus dimensiones o calidad. En un mapa de 1640, tres puentes conectan Stadsholmen con Norrmalm pasando sobre Helgeandsholmen, en ese momento todavía un grupo de islotes; mientras que dos puentes próximos entre sí conducían a Riddarholmen. Varios puentes nuevos de considerable longitud conectaban Norrmalm con los islotes al oeste y al este de la misma; Blasieholmen, en ese momento todavía un islote, estaba conectado a tierra firme por un puente llamado Näckenströms bro, y hacia el norte, hasta hoy Strandvägen por Stora Ladugårdslandsbron, un puente de 190 metros de largo sobre postes; y al oeste, un puente conectaba Norrmalm con Kungsholmen sobre Blekholmen, un islote ahora inexistente. A finales del siglo XVII, el crecimiento de la población dio como resultado un puente adicional al norte de Stadsholmen
Uno de los puentes más antiguos estaba ubicado donde hoy se encuentra Stallbron, inmediatamente al sur del Edificio Riksdag. El primer puente de piedra, Norrbro, fue construido frente al Palacio Real bajo el reinado de Gustav III.
Hasta el siglo XX, Estocolmo no pudo superar los estrechos y bahías que rodeaban la ciudad. La mitad de los aproximadamente 30 puentes en el centro de Estocolmo fueron construidos entre 1920 y 1950, la mayoría de ellos durante la década de 1930. Este desarrollo se debió al aumentar el tráfico de vehículos unas cinco veces en la década de 1920. En Slussen, los barcos que pasaban causaban filas estacionarias de tranvías de varios cientos de metros de largo. La situación se resolvió cuando un comité de tráfico en 1930 pudo presentar la llamada "solución de hoja de trébol" del ingeniero Gösta Lundborg y el arquitecto Tage William-Olsson inaugurado en 1935. La modernidad de la solución puso a Estocolmo en estado de éxtasis e impresionó incluso a Le Corbusier, quien elogió la construcción e invitó al mundo a seguir el ejemplo de Estocolmo.
Mientras tanto, a través de la bahía de Riddarfjärden, se iniciaron las obras de construcción en Västerbron, el gran puente que ofrece un paso al oeste del centro histórico de la ciudad. Concebido por los arquitectos David Dahl y Paul Hedqvist y diseñado por Ernst Nilsson y Salomon Kasarnowski, Västerbron se convirtió en el primer gran puente diseñado por este cuarteto. Tranebergsbron se inauguró en 1934, con un tramo de 200 m, durante algunos años, el tramo más largo del mundo. Estos puentes a gran escala no solo unían varias partes de la ciudad, sino que su mero tamaño cambiaba permanentemente el paisaje urbano. Considerablemente más pequeño, pero elogiado por igual fue el pequeño Riksbron diseñado por Ragnar Östberg

## Parques nacionales y reservas de la naturaleza
Las reservas naturales en Estocolmo involucran regulaciones que afectan tanto a los agricultores y ganaderos como al público en general al regular el uso de insecticidas y fertilizantes, la construcción de puentes, la iluminación, la  acampada, el fondeo de barcos y hasta el tener a los perros sueltos. Un plan para el cuidado y desarrollo de una reserva natural a menudo significa que tanto la ciudad como los propietarios privados están obligados a garantizar el mantenimiento del área.
Hay un parque urbano nacional, Kungliga Nationalstadsparken, y tres reservas naturales importantes en Estocolmo, Kyrksjölöten, Judarskogen y Grimstaskogen, mientras que Hansta probablemente se convierta pronto en una. Se está investigando la transformación de las otras áreas enumeradas a continuación en reservas naturales, ya que se considera que todas ellas tienen un gran valor recreativo y biológico.
- Judarskogen
- Kyrksjölöten
- Hansta
- Järvafältet
- Kyrkhamn-Lövsta
- Grimstaskogen ( Reserva de la naturaleza de Grimsta)
- Sätraskogen
- Årstaskogen y Årsta holmar
- Älvsjöskogen
- Flaten
- Hammarbyskogen y  Área de Campo Abierto de Nacka
- Fagersjöskogen y Farstanäset
- Área de Campo Abierto de Rågsved

## Suburbios
- Riddarfjärden, iglesia de Riddarholmskyrkan
- Stockholms ström
- Gamla Stan
- Norrmalmstorg
- Plaza Sergels
- Djurgården, Gröna Lund
- Norrmalm
- Östermalm
- Södermalm
- Slussen
- Riddarholmskyrkan
- Casa Sager, Rosenbad
- Ayuntamiento de Estocolmo
- Palacio Real de Estocolmo

## Divisiones
La ciudad está dividida en 18 municipios según lo regulado por el Ayuntamiento. En términos más flexibles, la ciudad también se divide en tres partes principales:
- Centro de la ciudad de Estocolmo (Innerstaden)
- Estocolmo del Sur (Söderort)
- Estocolmo del Oeste (Västerort)

Rodeando la ciudad se encuentra el Área Metropolitana de Estocolmo.